# Henri Alberto
Henri Alberto, noto anche come Enrico Antonio Alberto (Paesana, 18 novembre 1933 – Aubenas, 23 aprile 2019), è stato un calciatore e allenatore di calcio italiano con cittadinanza francese, di ruolo portiere.
Acquisisce la cittadinanza francese dopo esser divenuto calciatore professionista.

## Carriera

### Club
Vanta 50 presenze in Coppa di Francia e 337 incontri tra Division 1 e Division 2, inoltre conta 4 partite nella Coppa d'Austria.

### Nazionale
Si laurea campione mondiale di calcio con la squadra militare nel 1959.

## Palmarès

### Club

#### Competizioni nazionali
- Coppa di Francia: 1

Monaco: 1959-1960
- Ligue 2: 1

Ajaccio: 1967-1968